# Damonsville
Damonsville è un centro abitato sudafricano situato nella municipalità distrettuale di Bojanala Platinum nella provincia del Nordovest.

## Geografia fisica
Il piccolo centro abitato sorge a circa 7 chilometri a est della città di Brits, di cui potrebbe essere considerato un sobborgo.